# Liste der Pfarren im Dekanat Andorf
Das Dekanat Andorf ist ein Dekanat der römisch-katholischen Diözese Linz.

## Pfarren mit Kirchengebäuden und Kapellen
| Pfarre                  | Seelsorgeraum | Patrozinium             | Kirchengebäude und Kapellen                                           | Bild                                |
| ----------------------- | ------------- | ----------------------- | --------------------------------------------------------------------- | ----------------------------------- |
| Altschwendt             | Raab          | Hl. Maximilian          | Pfarrkirche Altschwendt                                               | Pfarrkirche Altschwendt             |
| Andorf                  | Andorf        | Hl. Stephanus           | Pfarrkirche Andorf Filialkirche Ried                                  | Pfarrkirche Andorf                  |
| Diersbach               | Andorf        | Hl. Martin              | Pfarrkirche Diersbach                                                 | Pfarrkirche Diersbach               |
| Eggerding               | Andorf        | Hl. Margareta           | Pfarrkirche Eggerding Kapelle im Schloss Hackledt                     | Pfarrkirche Eggerding               |
| Enzenkirchen            | Raab          | Hl. Nikolaus            | Pfarrkirche Enzenkirchen                                              | Pfarrkirche Enzenkirchen            |
| Kopfing                 | Raab          | Hl. Johannes Evangelist | Pfarrkirche Kopfing Bründlkirche                                      | Pfarrkirche Kopfing                 |
| Raab                    | Raab          | Hl. Michael             | Pfarrkirche Raab Maria Bründl-Kirche                                  | Pfarrkirche Raab                    |
| Rainbach im Innkreis    | Andorf        | Hl. Petrus              | Pfarrkirche Rainbach im Innkreis Filialkirche Pfaffing, Zöhrerkapelle | Pfarrkirche Rainbach im Innkreis    |
| Sigharting              | Andorf        | Hl. Pankraz             | Pfarrkirche hl. Pankraz (Sigharting)                                  | Pfarrkirche hl. Pankraz Sigharting  |
| St. Willibald           | Raab          | Hl. Willibald           | Pfarrkirche St. Willibald Filialkirche Altlangkirchen                 | Pfarrkirche St. Willibald           |
| Taufkirchen an der Pram | Andorf        | Mariä Verkündigung      | Pfarrkirche Taufkirchen an der Pram Filialkirche Wagholming           | Pfarrkirche Taufkirchen an der Pram |
| Zell an der Pram        | Raab          | Mariä Himmelfahrt       | Pfarrkirche Zell an der Pram Filialkirche Jebling                     | Pfarrkirche Zell an der Pram        |

## Dekanat Andorf
Das Dekanat umfasst zwölf Pfarren.
Dechanten
- 1996–2011 Franz Gierlinger[1]